# Спиталетти, Домингос
Домингос Спиталетти (порт.-браз. Domingos Spitaletti; 22 ноября 1908, Сан-Паулу — 7 июля 1986, Озаску), более известный под именем Карнера (порт.-браз. Carnera) — бразильский футболист, защитник.

## Карьера
Карнера начал карьеру в клубе «Жермания». В 1933 году он перешёл в клуб «Палестра Италия», где составил дуэт в центре обороны вместе с Жункейрой. В составе команды он дебютировал 5 марта в матче с «Паулистой» (2:1). 13 августа того же года он участвовал в матче открытия стадиона Палестра Италия, в котором его клуб обыграл «Бангу» со счётом 6:0 в рамках турнира Рио-Сан-Паулу. Этот турнир «Палестра» выиграла. В этом же сезоне клуб выиграл и чемпионат штата Сан-Паулу, в розыгрыше которого в одном из матчей «Палестра» обыграла «Коринтианс» со счётом 8:0, что до сих пор являющегося самой крупной победой в истории этих противостояний. После этого Карнера выиграл ещё пять титулов чемпионов штата Сан-Паулу, а всего выиграл с «Палестрой» 9 титулов. За клуб защитник играл до 1942 года, проведя 302 (195 побед, 56 ничьих и 51 поражений), по другим данным 304 матча и забил один гол, поразив ворота «Понте-Преты» 5 ноября 1939 года. Последний матч в составе «Палестры» Карнеса сыграл 13 декабря 1942 года с «Такуаритингой». Завершил карьеру футболист в 1946 году в клубе «Комерсиал»

## Статистика

### Клубная
| Сезон | Команда         | Игры | Голы |
| ----- | --------------- | ---- | ---- |
| 1933  | Палестра Италия | 25   | 0    |
| 1934  | Палестра Италия | 30   | 0    |
| 1935  | Палестра Италия | 28   | 0    |
| 1936  | Палестра Италия | 32   | 0    |
| 1937  | Палестра Италия | 39   | 0    |
| 1938  | Палестра Италия | 43   | 0    |
| 1939  | Палестра Италия | 37   | 1    |
| 1940  | Палестра Италия | 36   | 0    |
| 1941  | Палестра Италия | 21   | 0    |
| 1942  | Палмейрас       | 13   | 0    |

### Международная
| Матчи Карнеры за сборную Бразилии | Матчи Карнеры за сборную Бразилии | Матчи Карнеры за сборную Бразилии | Матчи Карнеры за сборную Бразилии | Матчи Карнеры за сборную Бразилии | Матчи Карнеры за сборную Бразилии | Матчи Карнеры за сборную Бразилии |
| --------------------------------- | --------------------------------- | --------------------------------- | --------------------------------- | --------------------------------- | --------------------------------- | --------------------------------- |
| №                                 | Дата                              | Место проведения                  | Оппонент                          | Счёт                              | Голы                              | Турнир                            |
| 1                                 | 27 декабря 1936                   | Буэнос-Айрес                      | Перу                              | 3:2                               | —                                 | Чемпионат Южной Америки           |
| 2                                 | 19 января 1937                    | Буэнос-Айрес                      | Уругвай                           | 3:2                               | —                                 | Чемпионат Южной Америки           |
| 3                                 | 1 февраля 1937                    | Буэнос-Айрес                      | Аргентина                         | 0:2                               | —                                 | Чемпионат Южной Америки           |

## Достижения
- Победитель турнира Рио-Сан-Паулу: 1933
- Чемпион штата Сан-Паулу: 1933, 1934, 1936, 1938, 1940, 1942